# Krkavčí kameny
Krkavčí kameny (německy nazývané původně podle vyšší skály Falkenstein, tj. Sokol) je kopec a skupina pískovcových skalních věží, která se nachází v Lužických horách přímo na česko-saských hranicích. Náleží do katastru obce Dolní Světlá v okrese Česká Lípa v Libereckém kraji.

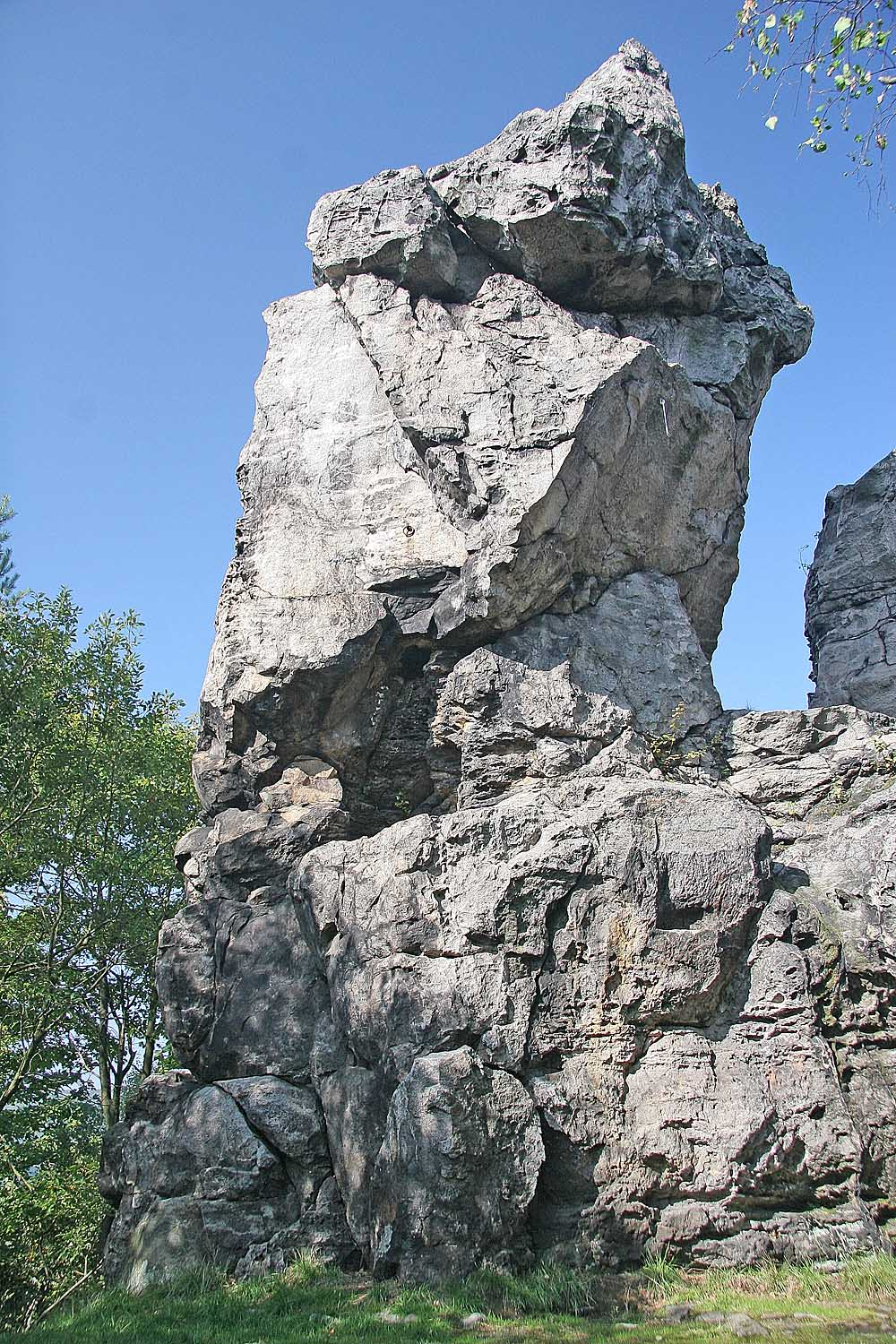
Větší skalní věž je dominantou Krkavčích kamenů

## Popis lokality
Krkavčí kameny jsou zalesněné návrší dosahující nadmořské výšky 556 metrů na česko-německé hranici zhruba 100 m vlevo od cesty, která spojuje Dolní Světlou s Jonsdorfem. Návrší spadá k západu asi 12 m vysokým srázem a na jeho temeni je dvojice pískovcových skal, z nichž mohutnější Sokol (Falkenstein), vysoký cca 12 metrů, se nachází na německé straně. Na české straně je menší skála, které horolezci přezdívají Sokolík. Skála na české straně má dva vrcholky, vysoké 5 a 8 metrů, v nichž lidé spatřovali podobu dvou hlav či hlavy lva a koně. U menší z věží (Sokolíku) na české straně stávala do roku 1945 restaurace Gondola.

## Historie
Díky výrazné podobě těchto skal, ležících na zemské hranici blízko obchodní cesty, se zmínky o Krkavčích kamenech objevují již od 14. století. Během prusko-rakouské války v roce 1778 zdejší vyvýšeninu obsadili rakouští vojáci, kteří obehnali skály palisádami. U tohoto opevnění 30. července 1778 došlo k přestřelce Rakušanů s Prusy. 

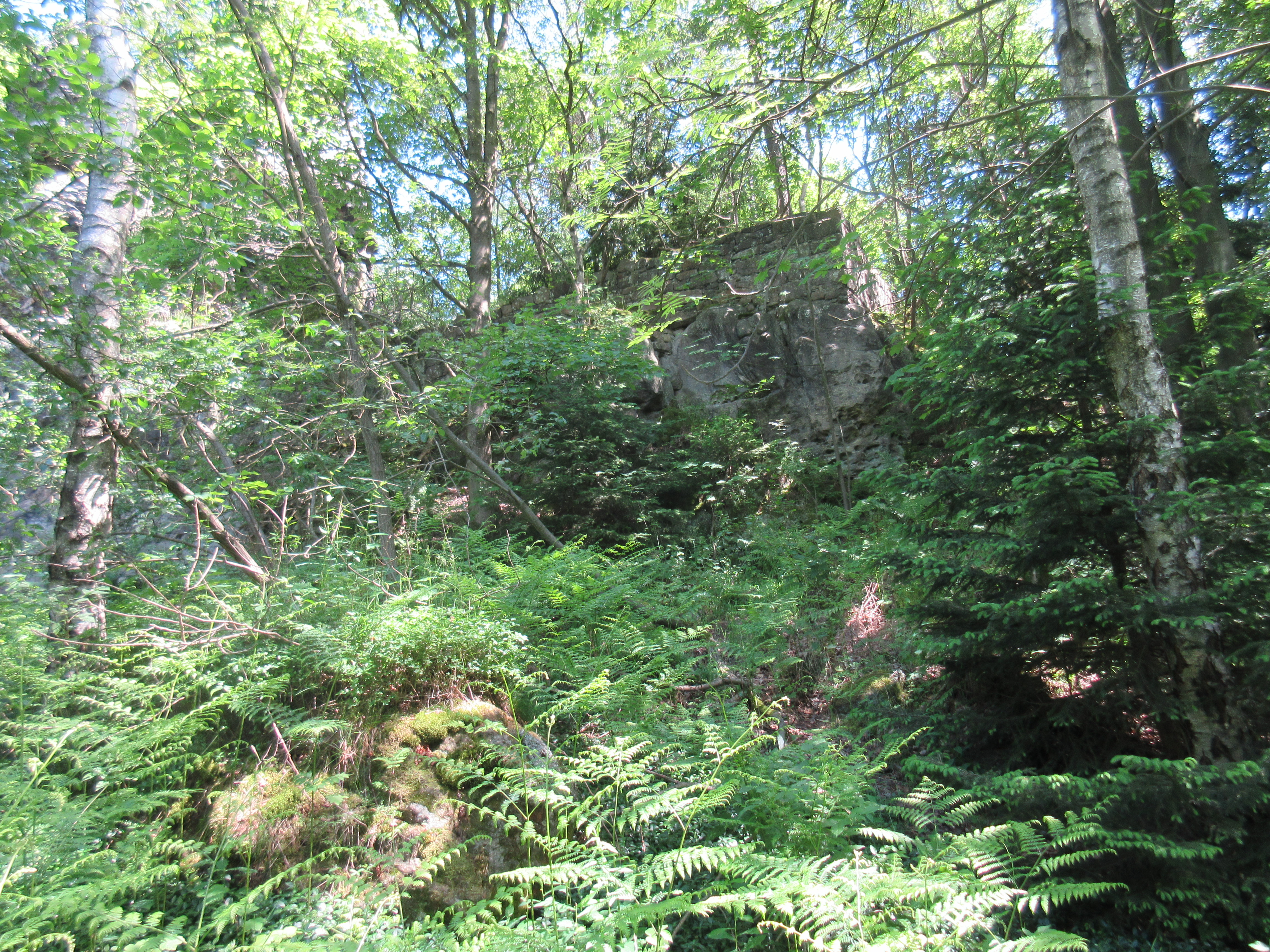
Zdi jsou pozůstatkem hostince, který stával u menší ze skal

V roce 1877 Adolf Clemens Fähnrich z Dolní Světlé přistavěl k jižnímu úpatí české skalní věže hostinec. V roce 1880 byl z hostince zpřístupněn dřevěným schodištěm vrcholek skály a na něm majitel hostince zřídil vyhlídku, kterou nazval Ritterstein (Rytířský kámen). Ještě téhož roku byla zbudována vyhlídka také na sousední německé skále. Tato vyhlídka byla za účasti zástupců spolků a občanů ze Saska i z Čech slavnostně otevřena 1. září 1880. Při této příležitosti byla dosud bezejmenná skála pojmenována Falkenstein. Dne 19. srpna 1885 vypukl požár, který dřevěnou restauraci úplně zničil. V roce 1887 byla na místě původní restaurace postavena nová chata. Ve 20. letech 20. století byla chata přebudována na horský hotel s celoročním provozem. Po roce 1945 prázdný objekt chátral až zcela zanikl v 50. letech, kdy byly údajně jeho pozůstatky rozebrány slovenskými příslušníky pohraniční stráže jako stavební materiál.

## Horolezectví
Krkavčí kameny patří mezi místa, vyhledávaná horolezci. Na Sokolíku na české straně je vyznačeno celkem 15 lezeckých cest. Obtížnost těchto cest je v rozpětí od  stupně III až po VIIa, VIIb a VIIc. Pro lezecké aktivity jsou skály přístupny bez omezení, území se však nachází v chráněné krajinné oblasti a spadá pod Správu CHKO Lužické hory.

## Přístup
Do skal nevede žádná silnice, jen řada cest pro pěší turisty z německé i české strany. Od obce Dolní Světlá, náležející pod obec Mařenice, sem a dál k hraničnímu přechodu k saskému Jonsdorfu vede turistická pěší trasa s zeleným pásovým značením Klubu českých turistů.